# Йохан Филип Дитрих фон Геминген-Фюрфелд
Йохан Филип Дитрих фон Геминген-Фюрфелд (на немски: Johann Philipp Dietrich von Gemmingen-Fürfeld; * 18 април 1729 във Фюрфелд в Рапенау; † 17 август 1785, Фюрфелд) е фрайхер, благородник от стария алемански рицарски род Геминген в Крайхгау в Баден-Вюртемберг от II. линия Геминген-Гутенберг, „1. клон Геминген-Фюрфелд“ (в Рапенау).
Той е големият син на Буркард Дитрих фон Геминген (1703 – 1749) и съпругата му Шарлота Катарина София Франциска Зенфт фон Зулбург († 1749), дъщеря на Филип Хайнрих Фридрих Зенфт фон Зулбург (1667 – 1720) и фрайин Мария Клара Бенигна фон Берлихинген (1673 – 1704). Брат е на Йохан Дитрих (1744 – 1805), херцогски-вюртембергски полковник и камерхер и поема 1786 г. воденето на род Геминген-Фюрфелд.
Йохан Филип Дитрих фон Геминген-Фюрфелд получава наследството на дядо си Йохан Дитрих фон Геминген (1676 – 1757), който има финансови затруднения и започва 1707 г. да залага и 1750 г. да продава собственостите си.
През ранния 19. век членовете на клон Фюрфед се женят най-вече за не-благородници.

## Фамилия
Йохан Филип Дитрих фон Геминген-Фюрфелд се жени на 14 юни 1764 г. в Мауер за Елеонора Шарлота фон Циленхардт (* 1742; † 25 април 1783, Фюрфелд), дъщеря на Йохан Фридрих фон Циленхардт и фрайин Анна Юлиана фон Бетендорф. Те имат децата:
- Карл Фридрих Филип Дитрих фон Геминген-Фюрфелд (* 27 март 1767, Фюрфелд; † 2 септември 1833, Манхайм), женен за Хелена Фредрика Арентц от Нидерландия (* ок. 1759)
- Максимилиан Рудолф Дитрих фон Геминген-Гутенберг-Фюрфелд (* 13 декември 1768; † 5 юни 1829, Фюрфелд). женен на 3 април 1797 г. във Вимпфен им Тал за Анна Хенриета Катарина Файс/Щраус (* 18 април 1776, Фюрфелд; † 12 юни 1818, Фюрфелд)
- Хайнрих Ото фон Геминген-Гутенберг-Фюрфелд (* 6 юни 1771, Мауер; † 25 март 1831, Фюрфелд), женен на 14 април 1793 г. във Фюрфелд за Елизабета Щраус (* 11 септември 1777, Фюрфелд ; † 12 март 1824, Фюрфелд)
- Вилхелм Фридрих (1778 – 1779)